# 桑原滝弥
桑原 滝弥（くわはら たきや、男性、1971年7月14日 - ）は、日本の詩人。本名・桒原滝弥（くわはらたきや）。新聞などでは常用漢字外の文字の使用に制約があるため、桑原滝弥と表記されることが多く、著書などでも桑原の表記が一般的である。三重県四日市市出身。妻は、講談師の神田京子。 

## 概略
演劇・音楽・パフォーマンス活動を経て、1994年、詩作を開始。 デビュー作『えりなのプロフィール』は、新潮文庫『あなたにあいたくて生まれてきた詩 / 宗左近・選』に収録。 以降、「あらゆる時空を" 詩 "つづける」をモットーに、紙誌、舞台、映像等、様々な媒体で作品を発表。詩人・谷川俊太郎との競演企画『俊読』(全国開催)や、『tamatogi』『山口市中心商店街オープンマイクシリーズ』といったライヴイベントをプロデュース。また、海外での活動や、妻の講談師・神田京子との詩芸ライヴ、他ジャンルとのコラボレーションも積極的に展開。著書に詩集『花火焼』(にこにこ出版)、写真詩集『メオトパンドラ』(写真家・キッチンミノル共著/FOIL)、詩画集『国際化と標準化』(画家・イケヤシロウ共著/USP研究所)、自伝詩集『詩人失格』(私誌東京)など。詩芸企画『詩人類』代表。

## 人物
独自の作風、パフォーマンス、活動内容から、しばしば「孤高の詩人」と称されることがある。
2020年2月より、三歳になる息子が突然放った一言「パパ、運命を信じろよ！」に突き動かされて、住み慣れた東京から、まったく何も知らない山口へ移住。
2022年からは、山口市の小中学生を対象にした詩のコンクール『ぼうしの詩人賞』の審査員を担当。

## 著作

### 詩集
- 花火焼（2004年、にこにこ出版)
- 灰寿（2012年、詩人類）

### 自伝詩集
- 詩人失格（2022年、私誌東京）

### 写真詩集
- メオトパンドラ（写真家・キッチンミノル共著、2016年、FOIL）

### 詩画集
- the Poetry and Art Collection 国際化と標準化（画家・イケヤシロウ共著、2020年、USP研究所/電子書籍）

### アンソロジー
- あなたにあいたくて生まれてきた詩（宗左近編、処女作『えりなのプロフィール』収録、2000年、新潮社）

### 歌詞
- たしかなる風〜ふるさと久之浜〜（2012年、いわき芸術文化交流館アリオス企画『タイムカプセル2012』合唱曲、作曲・谷川賢作）
- トブシルのうた（2012年、いわき芸術文化交流館アリオス企画『タイムカプセル2012』合唱曲、作曲・谷川賢作）

### インタビュー・対談
- いま、詩を生きる（2018年、日本スポークンワーズ協会）

### 連載
- PAPER DRIVE（2014年12月 - 2017年9月、自伝エッセイ『詩人失格』、PAPER DRIVE）
- シェルスクリプトマガジン（2015年5月 - 2024年2月、毎号コンピューター用語をタイトルに詩作、USP研究所）
- 宇部日報（2025年7月 - 現在、『中也賞を読む』、宇部日報）

## 出演

### イベント
- tamatogi（2004年6月 - 現在、都内を中心に開催 ）プロデュース兼
- 俊読（2006年1月 - 2022年6月、全国で開催）プロデュース兼
- ニッポン・コネクション「Samurai Koudan vs Harakiri Poem」(2010年4月、ドイツ・フランクフルト、ゲーテ大学内 Festivalzentrum Cafe）
- タイムカプセル2012（2012年7月 - 2013年3月、いわき市内各所で開催。いわき芸術文化交流館アリオス）
- モンゴル・日本文化交流「ナーダム」記念公演（2013年7月、モンゴル・ウランバートル〜エルデネト〜ダルハン、三都市公演）
- 第三回多次元フェスティバル in Berlin（2015年8月、ドイツ・ベルリン、Heilig Kreuz Kirche）
- Japanese Poets North of the 49th（2016年10月、カナダ・バンクーバー、Visual Space Gallery他、全七公演）
- 2018年国際平和のための世界経済人会議（2018年11月、広島国際会議場）
- 山口市中心商店街オープンマイクシリーズ（2020年7月 - 現在、山口市・旧蓬莱閣、山城屋酒造倉庫、スタジオイマイチにて定期開催）プロデュース兼

### 映画
- Living Behavior 不可思議/wonderboy 人生の記録 （2015年）ドキュメンタリー

### テレビ
- 情報フレッシュ便 さらさらサラダ（2008年8月、2009年11月、NHK名古屋）詩作、レポーター

### ラジオ
- 桑原滝弥のEveningWeave（2002年4月 - 12月、FMよっかいち）

### 演劇
- ミズノオト・シアターカンパニー ハニュウの宿（2004年11月、早稲田どらま館）主演
- にんにん忍者でんエモン一座（2009年9月 - 2011年10月、世田谷パブリックシアター＠スクール公演）

### ナレーション
- TV「笑う岐阜に福来る 〜第6回全日本学生落語選手権〜」（2009年5月、NHK）